# Senoprosopis diardii
Senoprosopis diardii is een vliegensoort uit de familie van de roofvliegen (Asilidae). De wetenschappelijke naam van de soort is voor het eerst geldig gepubliceerd in 1838 door Macquart. Pierre-Médard Diard en Alfred Duvaucel hadden deze soort in Bengalen verzameld. Macquart plaatste deze vliegensoort in het nieuwe geslacht Senoprosopis.